# عيل واق (الصومال)
عيل واق (بالصومالية: Ceelwaaq)‏ مدينة حدودية تقع على الحدود الصومالية الكينية، وتبعد 9 كم من بلدة عيل واق في كينيا و 4 كم من الحدود الصومالية الكينية، وتقع بلدة عيل واق الصومالية في محافظة جدو جنوب غرب ولاية جوبالاند، وهي مركز مقاطعة عيل واق إحدى مقاطعات المحافظة السبع.

## أصل التسمية
يُترجم "عيل واق" حرفياً إلى "بئر الله". في اللغة الصومالية حيث أن كلمة عيل تعني "بئر" وكلمة واق مصطلح صومالي قديم يعني الله.

## الموقع
تقع مدينة عيل واق في مقاطعة عيل واق، ويحدها من الشرق مقاطعتي بارطيري وغرباهاري، ومن الغرب المحافظة الشمالية الشرقية في كينيا والتي يسكنها صوماليون.